# Unseburg
Unseburg ist ein Ortsteil der Gemeinde Bördeaue und liegt im Norden des Salzlandkreises in Sachsen-Anhalt.

## Geografie
Der Ort liegt beidseitig der Bode, etwa 30 Kilometer nordöstlich des Harzes, und etwa 25 Kilometer südlich von Magdeburg.

## Geschichte
Das mesolithische Grab bei Unseburg fand sich bei Ausgrabungen, die zwischen 1984 und 1999 auf dem Weinberg durchgeführt wurden.
Erstmals erwähnt wurde der Ort am 7. Juni 939 im Urkundenbuch des Erzstiftes Magdeburg im Zusammenhang mit der Burg Unseburg.
Am 1. Januar 2010 schlossen sich die bis dahin selbständigen Gemeinden Unseburg und Tarthun zur neuen Gemeinde Bördeaue zusammen.

## Religion
Die St.-Stephanus-Kirche gehört zum Pfarrbereich Egeln im Kirchenkreis Egeln der Evangelischen Kirche in Mitteldeutschland.
Die 1906 erbaute katholische St.-Franziskus-Xaverius-Kirche wurde 2012 profaniert und verkauft.

## Politik

### Wappen
Blasonierung: „In Rot eine silberne Burg mit zwei gezinnten Türmen und gezinnten Seitenmauern und schwarzen Tor- und Fensterfüllungen über blauem Schildfuß mit schwarzen Wellenlinien.“
Das Wappen wurde vom Magdeburger Heraldiker Jörg Mantzsch nach einer ungenehmigten Vorlage der Heraldischen Gesellschaft „Schwarzer Löwe“ in Leipzig heraldisch korrekt gestaltet und ins Genehmigungsverfahren geführt.

### Flagge
Die Flagge der ehemaligen Gemeinde ist blau-weiß-rot gestreift und mittig mit dem Ortswappen belegt.
Der Magdeburger Heraldiker Jörg Mantzsch gestaltete die Flagge.

## Sehenswürdigkeiten
Zu den Sehenswürdigkeiten des Ortes zählt die evangelische Kirche St. Stephan. Der Turm der Kirche stammt aus dem 12. Jahrhundert, das Kirchenschiff wurde 1839 erbaut.
Auf einer Freifläche der Kreuzung Ernst-Thälmann-Straße / August-Bebel-Straße / Bäckergasse befindet sich ein Denkstein für die Braunkohlegrube Johanne-Henriette, die von 1849 bis 1963 in Betrieb war.

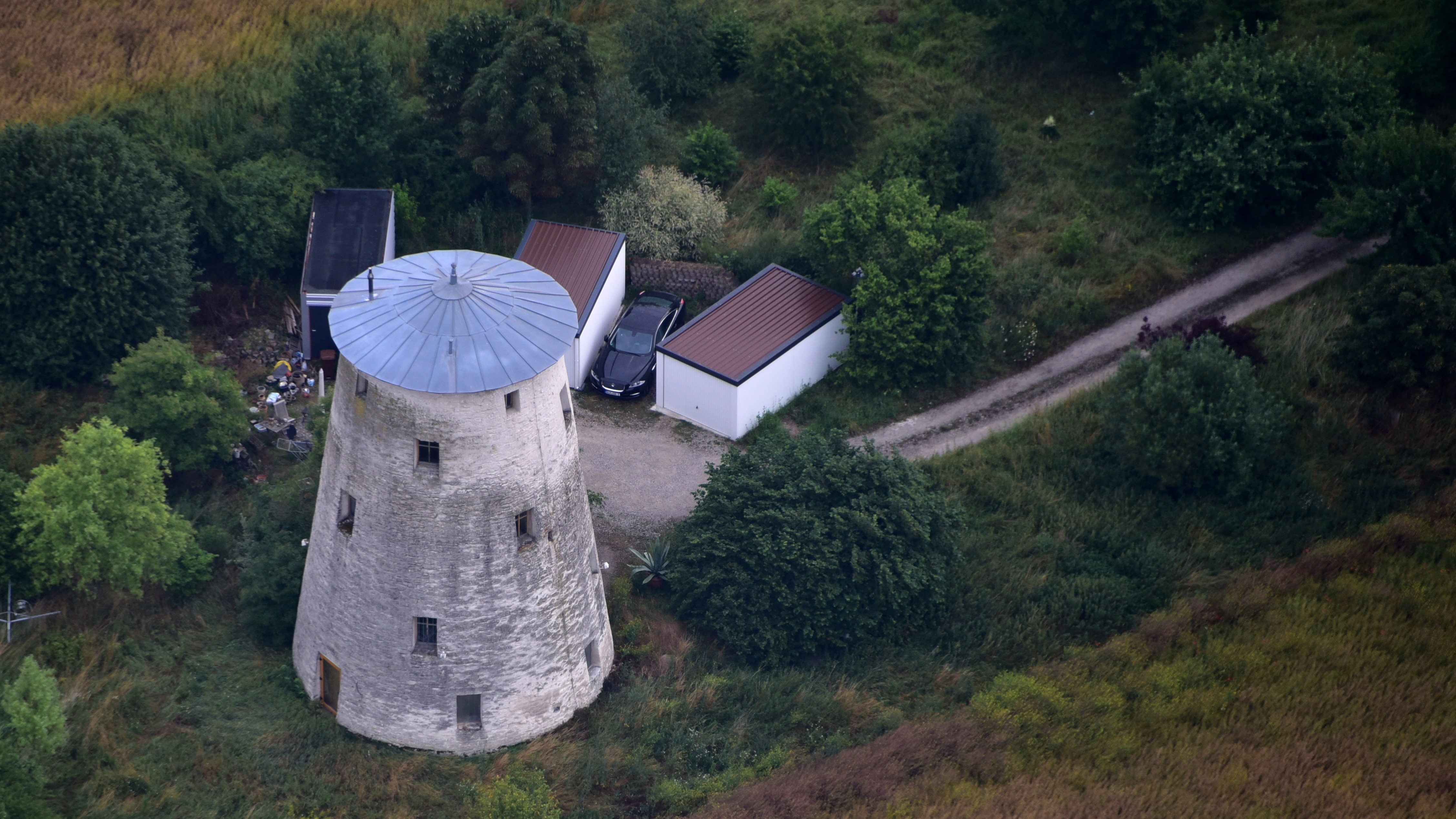
Ehemalige Windmühle bei Unseburg, Luftaufnahme (2017)

## Vereine
- Der Sportfischerverein „Am Bodestrand“ 1922 Unseburg e. V. mit Sitz Unseburg, ist dem Landesverband des VDSF Sachsen-Anhalt angegliedert. Der Verein besteht aus etwa 100 Mitgliedern aus dem Umland, und sogar aus der Harzregion. Vereinsgewässer sind die rund 13 ha große Kamplake, die 8 ha große Westerwiese, der etwa 2,5 ha große Holl’sche Bruch und der Bodeabschnitt von der Stappenbrücke Wolmirsleben bis zum Wehr Rothenförde.

- In der Heimatkunde aktiv ist der Verein Heimatstube Unseburg e. V. mit seinem Standort in der Schulstraße.

## Verkehr
Unseburg lag an der knapp 18 km langen Bahnstrecke Etgersleben–Förderstedt. Diese ist stillgelegt.

## Söhne und Töchter
- Hermann Kasten (1885–1933), sozialdemokratischer Politiker und ein Opfer des Nationalsozialismus
- Hans-Joachim Einbrodt (1927–2007), deutscher Arzt, Hygieniker und Hochschullehrer
- Walter Müller (* 1931), deutscher Generalmajor der Nationalen Volksarmee
- Peter Spangenberg (1934–2019), evangelischer Pfarrer und Buchautor
- Horst Kuschenberg (1937–2004), Fußballspieler